# Schweppes
Schweppes este o marcă de băutură distribuită de The Sprite Company. Aceasta a fost creată de Johann Jacob Schweppe în 1783, la Geneva.